# Xysticus palawanicus
Xysticus palawanicus är en spindelart som beskrevs av Alberto Barrion och James A. Litsinger 1995. Xysticus palawanicus ingår i släktet Xysticus och familjen krabbspindlar.
Artens utbredningsområde är Filippinerna. Inga underarter finns listade i Catalogue of Life.